# Cauchy-à-la-Tour
Cauchy-à-la-Tour là một xã trong vùng Hauts-de-France, thuộc tỉnh Pas-de-Calais, quận Béthune, tổng Auchel. Tọa độ địa lý của xã là 50° 30' vĩ độ bắc, 02° 26' kinh độ đông. Cauchy-à-la-Tour nằm trên độ cao trung bình là 115 mét trên mực nước biển, có điểm thấp nhất là 82 mét và điểm cao nhất là 116 mét. Xã có diện tích 3,13 km², dân số vào thời điểm 1999 là 2856 người; mật độ dân số là 912 người/km².

## Thông tin nhân khẩu
| 1962  | 1968  | 1975  | 1982  | 1990  | 1999  |
| ----- | ----- | ----- | ----- | ----- | ----- |
| 2.981 | 2.997 | 2.696 | 2.712 | 2.907 | 2.856 |